# Virgohamna
Virgohamna (pol. Zatoka Virgo) – mała zatoka na północnym wybrzeżu wyspy Danskøya, położonej u północno-zachodniego wybrzeża Spitsbergenu, w archipelagu Svalbard. Nazwa zatoki pochodzi od statku SS Virgo, którym w 1896 podróżował szwedzki inżynier i odkrywca Salomon August Andrée. Virgohamna znajduje się około dwóch kilometrów na północ od Smeerenburga, historycznej stacji wielorybniczej na wyspie Amsterdam, która leży po drugiej stronie małej cieśniny.

## Holenderska baza wielorybnicza

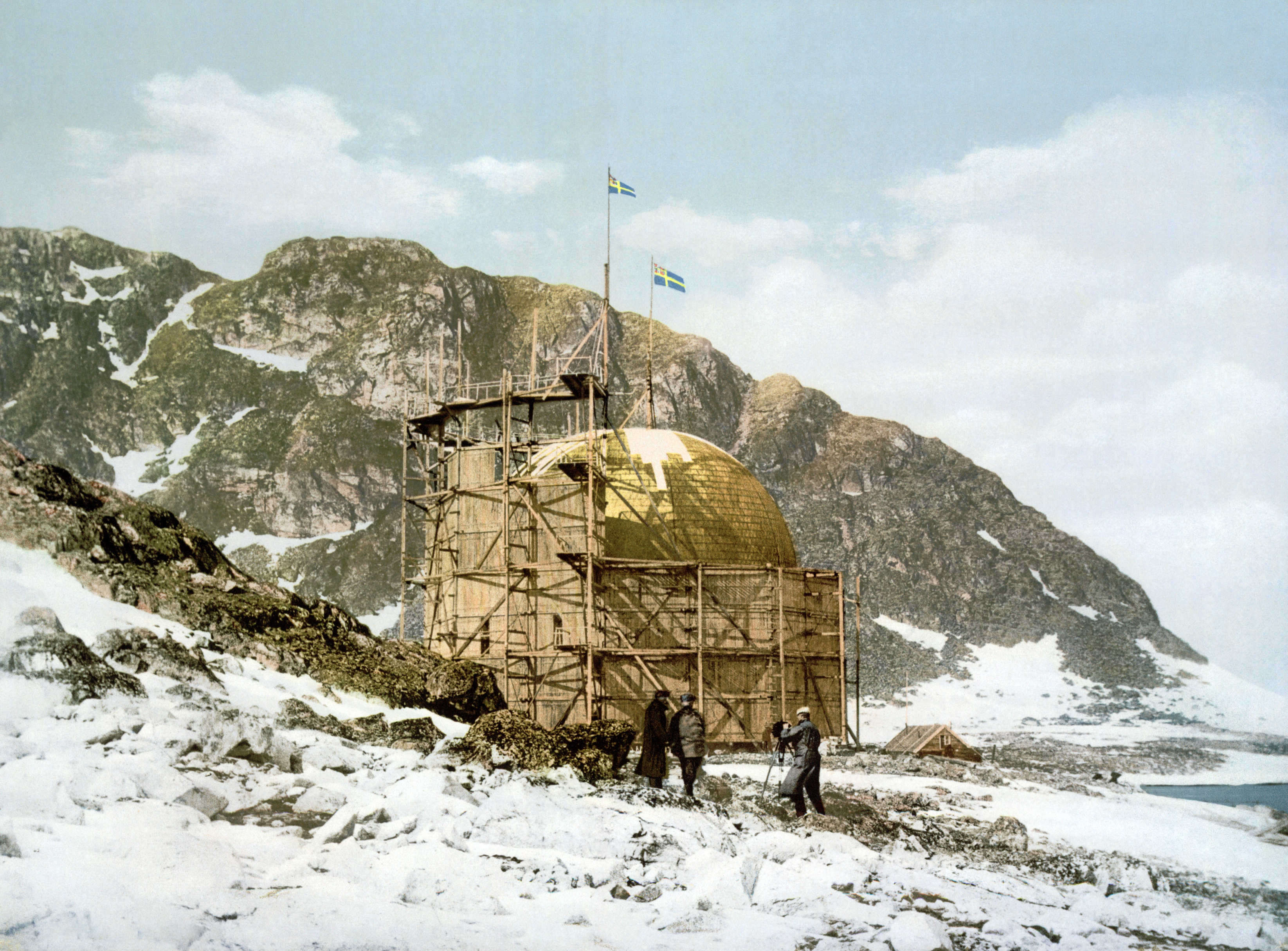
Stacja Andréego na zachodnim brzegu Virgohamny, odbitka fotochromowa (ok. 1896-97).

W początkach XVII wieku Holendrzy zaczęli korzystać z Virgohamny jako bazy wielorybniczej. Pierwsze pewne wzmianki na ten temat dotyczą 1633, kiedy to holenderscy zimownicy nazwali to miejsce w swoich relacjach „Zatoką Houckera”. W 1636, z uwagi na brak wolnych miejsc na plaży w Smeerenburgu, nowo powstałe fryzyjskie przedsiębiorstwo Noordsche Compagnie założyło w Virgohamnie stałą bazę wielorybniczą, która później nazwano Harlingen kokerij („kuchnia z Harlingen”). Statki z Harlingen korzystały z bazy do lat czterdziestych, po czym kupcy posiadający udziały w stacji zaczęli oferować możliwość korzystania z niej innym holenderskim wielorybnikom, za określoną opłatą. W 1671, gdy bazę odwiedził niemiecki chirurg Friderich Martens, była ona już opuszczona. Martens odnotował, że baza liczyła wówczas cztery budynki, „z których dwa były magazynami, a w pozostałych mieściły się mieszkania”. W budynkach znalazł narzędzia i beczki zamarznięte w lodzie.
Podczas prac archeologicznych w Virgohamnie odkryto pozostałości pięciu budynków i trzech podwójnych pieców do przetapiania wielorybiego tłuszczu należących do „kuchni z Harlingen”. Z kolei na niewielkiej wyspie Æøya, położonej na wschodnim wybrzeżu zatoki i nazwanej na cześć żyjących tam edredonów, znaleziono pozostałości innej bazy wielorybniczej.

## Wyprawa balonowa Andréego
W 1896 Salomon August Andrée zbudował w Virgohamnie hangar dla balonów podczas przygotowań do wyprawy balonem na biegun północny. Niesprzyjające wiatry zmusiły go do zawrócenia już przy pierwszej próbie. Szwed powrócił do Virgohamny latem 1897 i na początku lipca podjął nieudaną próbę dotarcia na biegun.

## Wyprawa sterowcowa Wellmana
W 1906 Amerykanin Walter Wellman zbudował w zatoce hangar dla sterowców, skąd planował dotrzeć na biegun za pomocą sterowca. Hangar ukończono dopiero w sierpniu. Za późno, aby wyruszyć w podróż. Wellman powrócił następnego lata, ale znów nie udało mu się osiągnąć celu. Powrócił do Virgohamny raz jeszcze w 1909, lecz i wówczas nie udało mu się dotrzeć do bieguna.